# Rosetta Project
El  projecte Rosetta  és un projecte de la Long Now Foundation que aspira a recopilar totes les llengües actualment en perill de desaparició. Aquesta base de dades es plasmaria simbòlicament en la creació d'una nova pedra de Rosetta.
En els anys 2000 és possible que existissin encara en el món uns 7.000 idiomes parlats, comptant amb els dialectes. La revista  Ethnologue  va publicar tota una llista en una de les últimes edicions. Segons els erudits en el tema, en un parell de generacions hauran desaparegut sense rastre al voltant de 500 d'aquestes llengües. Els lingüistes i els etnòlegs opinen que entra dins del possible que d'aquesta xifra de 7.000 idiomes, la meitat caigui en desús al final del segle XXI. Davant aquesta perspectiva es van posar d'acord una sèrie de científics, (lingüistes, etnòlegs, enginyers) unint les seves forces i els seus coneixements per a idear diversos projectes en el món que poguessin protegir les llengües en vies d'extinció. Un d'aquests projectes és aquest de la  nova pedra de Rosetta 

## Realització
La idea va sorgir gràcies a la història ja coneguda de l'antiga pedra de Rosetta que ha pogut sobreviure a través dels segles fins que va ser trobada per pura casualitat, però en aquest cas sense deixar la troballa a l'atzar. De la peça moderna es tindrà coneixement científic i històric a través del temps pel que se suposa que serà fàcilment accessible per als futurs antropòlegs  i s'hi veuran escrites i representades totes les llengües per a informació de posteriors investigadors. L'equip per a aquesta fabricació de la  rosetta  actual pertany a la  Fundació Long Now  de la ciutat de San Francisco, amb Jim Mason al capdavant. El suport és un disc de níquel de 7,5 cm de diàmetre en el qual s'han gravat per procediments químics imatges microscòpiques dels textos i un mapamundi central que indica els llocs on es parlen les diferents llengües allà representades. Amb un microscopi de només 1.000 augments es podrà llegir perfectament.

## Contingut
El text gravat és, en cadascuna de les llengües, el primer capítol del Gènesi, " Al principi va crear Déu els cels i la terra .... " i per a aquelles que no tinguin escriptura s'ha fet una transliteració. Atès que en aquesta  pedra  el contingut pot ser molt més gran que ho va ser en la pedra de Rosetta antiga, a part de les 27 pàgines de textos glossats s'ha fet una descripció en anglès d'un miler de llengües.

## Llançament i continuïtat
El treball i recopilació per al  disc-rosetta  es va acabar l'any 2002 i el 26 de febrer de l'any 2004 es va posar en òrbita un d'aquests discos en un llançament Ariane-5 des de Kourou a la Guaiana Francesa. La nau espacial és de 3 tones i primer va ser inserida en una òrbita d'estacionament, abans de ser enviada pel Sistema solar. El desembre del 2016 la nau va aterrar en un cometa.
A més a més s'està fent una producció massiva d'aquests  discos-rosetta , protegits en esferes d'acer per a repartir per tot el món amb la idea que (encara que molts es perdin) sempre en quedi algun per als estudiosos del futur.
El treball d'investigació lingüística segueix en marxa durant els primers anys del segle XXI. Hi ha una base digital de dades amb llistes de paraules de 4.000 a 5.000 llengües, una mena de diccionari gegant que servirà a part d'això per conèixer millor l'evolució del llenguatge i les migracions humanas.